# Cesare Tamaroccio

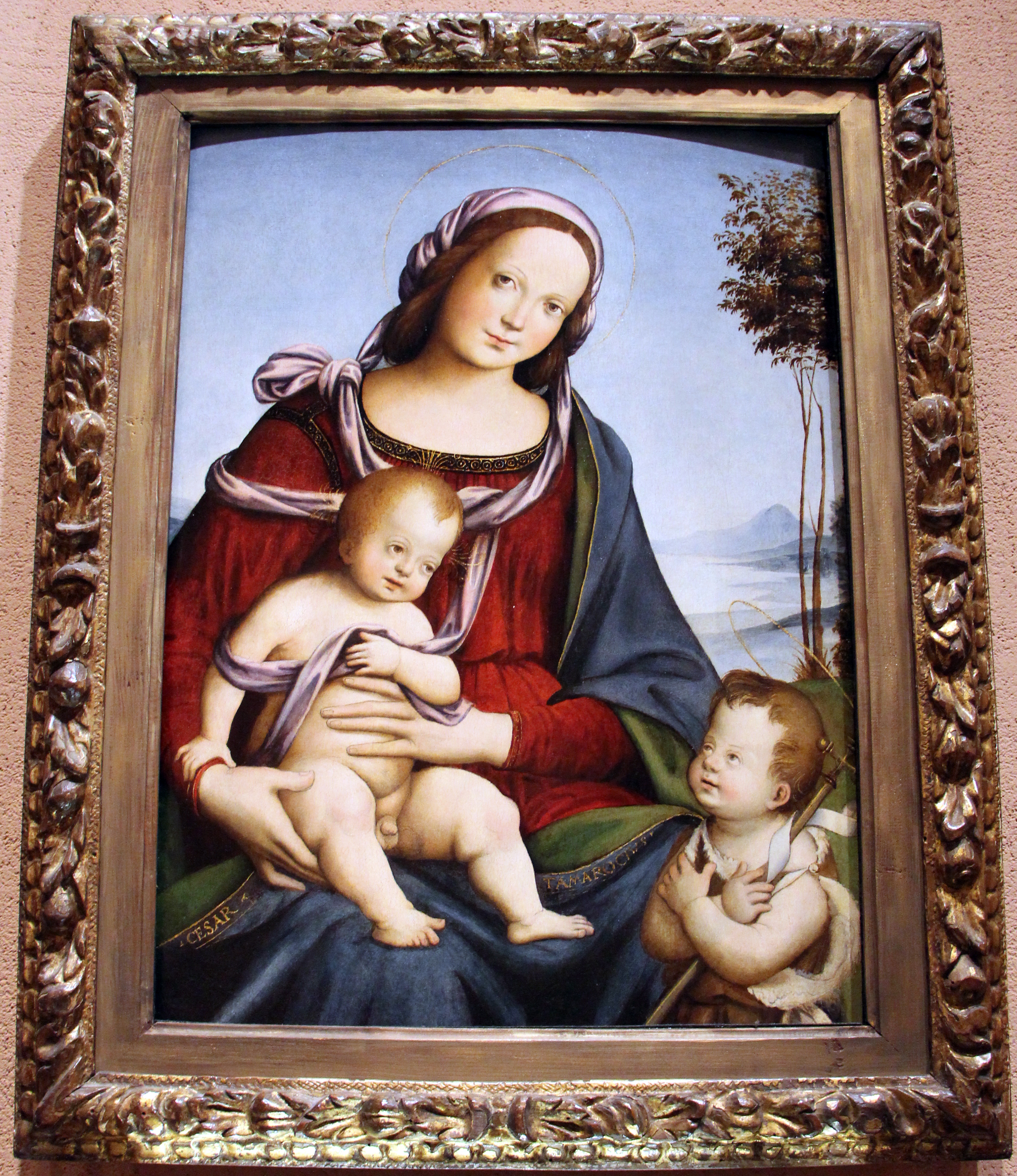
Madonna nel Museo Poldi Pezzoli

Cesare Tamaroccio talvolta citato anche come Tamarozzo o Tamarocci (fl. XVI secolo) è stato un pittore italiano della scuola bolognese, allievo di Francesco Francia, attivo all'inizio del XVI secolo.

## Biografia
Nel 1504-1506, l'Oratorio di Santa Cecilia a Bologna fu affrescata con dieci pannelli dai pittori Amico Aspertini, Francesco Francia, Giovanni Maria Chiodarolo, Lorenzo Costa e Tamaroccio. Il battesimo di Valeriana e il martirio di Cecilia sono stati generalmente attribuiti a Tamaroccio, Corrado Ricci attribuì le figure sullo sfondo a Chiodarolo e altri improbabilmente le assegnarono a Giacomo Raibolini (morto nel 1575). La supervisione dell'intera serie di affreschi potrebbe essere stata guidata da Costa. Una Madonna col Bambino, con il giovane San Giovanni è nel Museo Poldi Pezzoli di Milano.